# Szabó György (politikus)
Szabó György (Miskolc, 1947. augusztus 12. –) magyar közgazdász, politikus, 1995 és 1996 között a Horn-kormány népjóléti minisztere.

## Élete
Szabó Sándor kohászati szakmunkás és Róna Erzsébet fiaként született. Általános iskolai és középiskolai tanulmányait szülővárosában végezte, 1965-ben érettségizett a miskolci Földes Ferenc Gimnáziumban, osztályfőnöke Temesvári Miklós volt. 1972-ben a Marx Károly Közgazdaság-tudományi Egyetem ipargazdasági szakán szerzett közgazdász diplomát. Szolnokon, a megyei tanács tervosztályának főelőadójaként kezdett dolgozni, ahol területfejlesztéssel és lakásgazdálkodással foglalkozott, majd 1976-tóla Borsod-Abaúj-Zemplén Megyei Tanács tervosztályának főelőadója, illetve csoportvezetője volt. 1979-ben az Magyar Szocialista Munkáspárt tagja lett, és osztályvezető-helyettessé nevezték ki.
1986-ban a megyei pártbizottság tagja lett, a reformközgazdászok közé tartozott. 1987-ben végzett a Politikai Főiskola politikai szociológia szakán. 1988 júliusában a megyei tanács intézményei pártbizottságának függetlenített titkárává választották, kezdeményezésére jelent meg 1988-ban a megyei tanács Megyeháza című lapja. 1989 júliusában a Borsod-Abaúj-Zemplén Megyei Tanács elnökévé választották, küldöttként részt vett a Magyar Szocialista Párt alakuló kongresszusán. 1989 októberétől 1990 májusáig az MSZP országos elnökségének tagja és önkormányzati ügyvivője volt, részt vett a párt önkormányzati koncepciójának kidolgozásában.
Az 1990-es országgyűlési választáson az MSZP Borsod-Abaúj-Zemplén megyei területi listáján szerzett mandátumot, az Országgyűlés önkormányzati, közigazgatási, belbiztonsági és rendőrségi bizottságának munkájában vett részt. Az 1990-es önkormányzati választásokat követően a Borsod-Abaúj-Zemplén Megyei Közgyűlés elnöke lett, ezért 1991 januárjában lemondott parlamenti mandátumáról. Részt vett a Magyar Önkormányzatok Szövetségének megszervezésében.
Az 1994-es országgyűlési választáson a függetlenként induló Kupa Mihály volt pénzügyminisztert legyőzve lett a Borsod-Abaúj-Zemplén megye 11. számú, Szerencs központú választókerületének képviselője. Az önkormányzati albizottság tagjaként pártja képviseletében részt vett a választásokat követő koalíciós tárgyalásokon, a parlamentben az önkormányzati és rendészeti bizottság alelnöke lett. Az 1994-es önkormányzati választásokat követően újra a Borsod-Abaúj-Zemplén Megyei Közgyűlés elnökévé választották.
Kovács Pál lemondása után, 1995 tavaszán népjóléti miniszter lett. KInevezését többen bírálták, mert hosszú idő óta a tárca első nem orvos vezetője volt. Az egészségügy alulfinanszírozottsága és reformkísérletei sikertelensége miatt 1996 novemberében lemondott, utóda Kökény Mihály lett. 1996 decemberétől ismét az Országgyűlés önkormányzati és rendészeti bizottság alelnöke volt. 1997 áprilisában az MSZP Borsod-Abaúj-Zemplén megyei elnöke, 1998-ban a párt országos választmányának tagja lett.
Az 1998-as országgyűlési választáson az MSZP Borsod-Abaúj-Zemplén megyei területi listájáról került be a parlamentbe, ahol főleg a praxistörvény és az önkormányzati képviselők jogállásáról szóló törvény kapcsán szólalt fel, az önkormányzati és rendészeti, valamint az egészségügyi és szociális bizottság tagja volt. A 2002-es országgyűlési választáson újraszámlálás után mindössze két szavazattal győzött a Fidesz-MDF jelöltjeként induló Koncz Ferenc ellen, így ismét a szerencsi választókerület képviselője lett. Az Országgyűlés területfejlesztési bizottságának elnöke, valamint az önkormányzati bizottság alelnöke és az egészségügyi bizottság tagja volt.
2002-ben a Borsod-Abaúj-Zemplén Megyei Közgyűlés alelnöke, 2003-ban pedig az Észak-magyarországi Regionális Fejlesztési Tanács elnöke lett. A 2006-os országgyűlési választáson újra egyéni választókerületéből szerzett mandátumot, az Országgyűlés önkormányzati és területfejlesztési bizottságának alelnöke lett. 2003-ban és 2007-ben egy-egy napra az MSZP frakcióvezető-helyettese volt. 2010-ben kikerült a parlamentből, és visszavonult az országos politikától.
1971-ben vette feleségül Békefi Julianna közgazdász-szociológust, két fiuk született.